# GADD45B
GADD45B‏ (Growth arrest and DNA damage inducible beta) هوَ بروتين يُشَفر بواسطة جين GADD45B في الإنسان.

## الوظيفة
هذا الجين عضو في مجموعة من الجينات التي ترتفع مستويات نسخها بعد ظروف توقف النمو المُجهدة والعلاج بعوامل مُضرة بالحمض النووي. تستجيب جينات هذه المجموعة للضغوط البيئية من خلال التوسط في تنشيط مسار p38/JNK. يتم هذا التنشيط من خلال ارتباط بروتيناتها وتنشيطها لإنزيم MTK1/MEKK4، وهو مُنشط رئيسي لكل من بروتينات MAPKs p38 وJNK. تشارك وظيفة هذه الجينات أو نواتجها البروتينية في تنظيم النمو وموت الخلايا المبرمج. تُنظم هذه الجينات بآليات مختلفة، ولكن غالبًا ما يتم التعبير عنها بشكل مُنسق، ويمكنها العمل بشكل تعاوني في تثبيط نمو الخلايا.
يُعد Gadd45b ضروريًا لإزالة ميثيل الحمض النووي المُحفز بالنشاط لمحفزات مُحددة، وللتعبير عن الجينات المُناظرة اللازمة لتكوين الخلايا العصبية لدى البالغين، بما في ذلك عامل التغذية العصبية المستمد من الدماغ وعامل نمو الخلايا الليفية. وبالتالي، فإن GADD45B مُتورط في التأثير على اللدونة المشبكية.

## الأهمية السريرية
لقد ثبت أن GADD45B يتفاعل مع:
- ASK1،[5]

- GADD45GIP1،[6]
- MAP2K7[5]
- MAP3K4.[3]